# 세계화의 역사

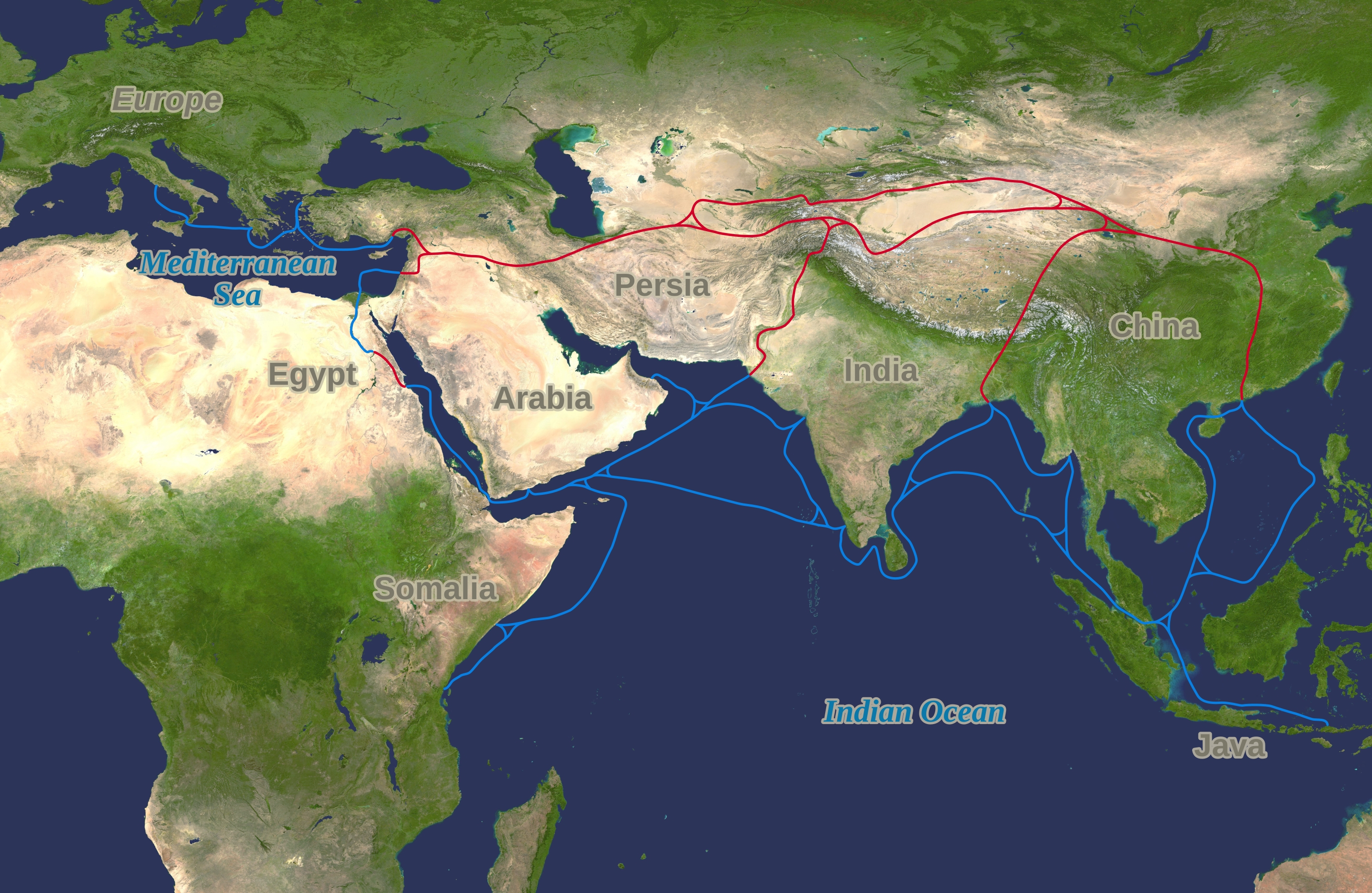
1453년 오스만 제국에 의해 봉쇄된 실크로드 및 향신료 무역로의 범위가 탐험에 박차를 가했다.

13세기 세계 체제

세계화의 역사적 기원은 현재 진행 중인 논란의 대상이다. 많은 학자들은 현대에 세계화의 기원을 두고 있지만, 다른 학자들은 그것을 오랜 역사를 가진 현상으로 여긴다. 일부 저자들은 오래전 과거로 세계화의 시작을 연장하는 것은 이 개념을 완전히 비작동적이고 정치적 분석에 쓸모 없게 만든다고 주장한다.

## 고대의 세계화
아마도 세계화의 역사적 기원이 고대에 시작되었다고 주장하는 대표적 이론가는 의존 이론과 관련된 경제학자 안드레 군더 프랑크(Andre Gunder Frank)일 것이다. 프랑크는 5000년 전 수메르와 인더스 계곡 문명의 무역이 세계화의 출발점으로, 그 이후 늘 세계화라는 형태가 존재해 왔다고 주장했다. 이 아이디어를 비판하는 사람들은 이 아이디어가 세계화를 지나치게 넓게 정의한다고 주장한다.
토머스 프리드먼은 세계화의 역사를 세계화 1.0(1491~1800), 세계화 2.0(1800~2000), 세계화 3.0(2000~현재)의 세 시기로 나눈다. 그는 세계화 1.0은 국가의 세계화를, 세계화 2.0은 기업의 세계화를, 세계화 3.0은 개인의 세계화를 수반한다고 이야기한다.
선사 시대부터 근대 세계화의 뿌리가 발견된다. 우리 선조들이 다섯 대륙으로 영토를 확장한 것은 세계화의 확립에 주요 요소였다. 농업의 발전은 세계 인구의 대부분을 안정된 생활양식으로 전환함으로써 세계화를 촉진했다. 하지만 세계화는 원거리 상호작용과 기술 부족으로 인해 가속화되지 못했다. 세계화의 현대적 과정은 자본 및 노동 이동성의 증가와 운송 비용 감소로 인해 세계가 작아짐에 따라 19세기 중반 무렵에 일어났을 가능성이 있다.
고대 세계화로 알려진 초기 형태의 세계화 경제와 문화는 헬레니즘 시대에 일어났다. 그리스 문화가 인도에서 스페인에 이르는 광범위한 지역에 걸쳐 상업 도시를 중심으로 퍼져나갔다. 알렉산드리아, 아테네, 안티오키아가 그 중심이었다. 무역은 그 기간에 널리 퍼졌고, 세계 도시라는 의미의 그리스어 "코스모폴리스"에서 나온 국제 문화에 대한 아이디어가 등장한 것도 그당시였다. 
다른 이들은 로마 제국, 파르티아 제국, 한나라 사이의 무역에서 초기 형태의 세계화를 인식했다. 이들 강대국 간의 상업적 연관성이 점점 더 명확해지면서 중국 서부에서 실크로드의 발전이 시작되었다. 중국 상인들은 곧 파르티아 제국의 경계에 도달했으며, 로마를 향해 나아갔다.
이슬람 황금기 또한 세계화의 중요한 초기 단계였다. 그때 유대인 및 무슬림 무역업자와 탐험가들은 곡물, 무역, 지식 및 기술의 세계화를 초래하면서 구세계 전역에 걸쳐 지속적인 경제를 구축했다. 설탕과 면화와 같은 세계적으로 의미 있는 작물들이 이 시기에 이슬람 세계에서 널리 재배되었고, 아랍어를 배우고 Hajj를 완성하는 것의 필요성은 세계적인 문화를 만들었다.
몽골 제국의 출현은 중동과 중국의 상업 중심지에는 불안정하지만 실크로드의 여행을 크게 용이하게 했다. 이것은 마르코 폴로와 같은 여행자들과 선교사들이 유라시아의 한쪽 끝에서 다른 쪽 끝으로 성공적으로 그리고 수익성 있게 여행할 수 있게 해주었다. 13세기의 팍스 몽골리카는 몇몇 다른 주목할 만한 세계화 효과를 가져왔다. 그리고 그것은 중앙아시아의 새로운 통합 지역에 퍼진 봉선성 페스트와 같은 전염병들의 빠른 전염뿐만 아니라 최초의 국제 우편 서비스의 창설에 영향을 주었다. 이러한 지구 또는 반구 교환의 전근대 단계를 고대의 세계화라고도 한다. 그러나 16세기까지, 가장 큰 국제 교류 체계조차도 구세계에 국한되었다.

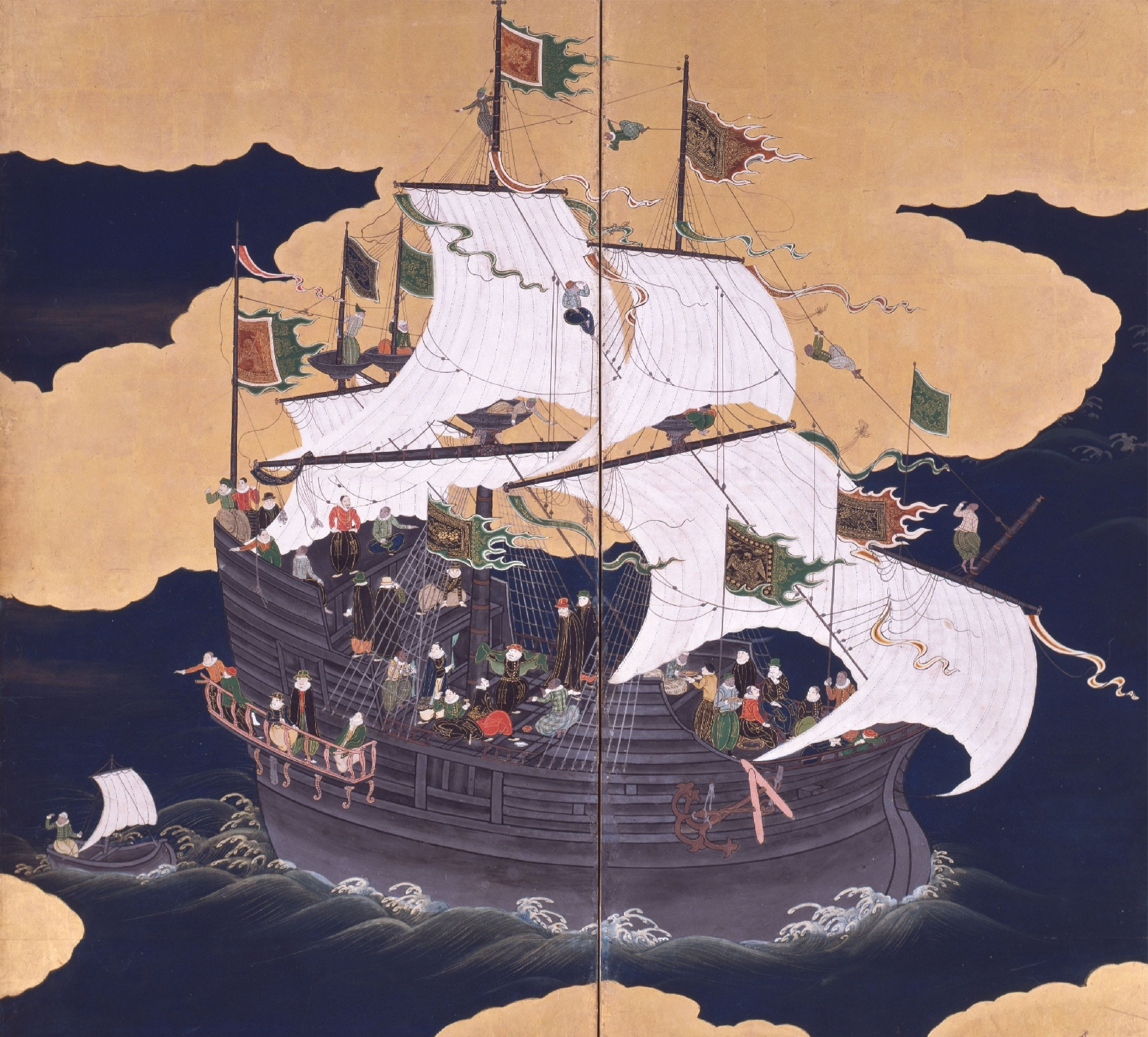
나가사키에 있는 포르투갈 카랙, 17세기 일본 난반 예술

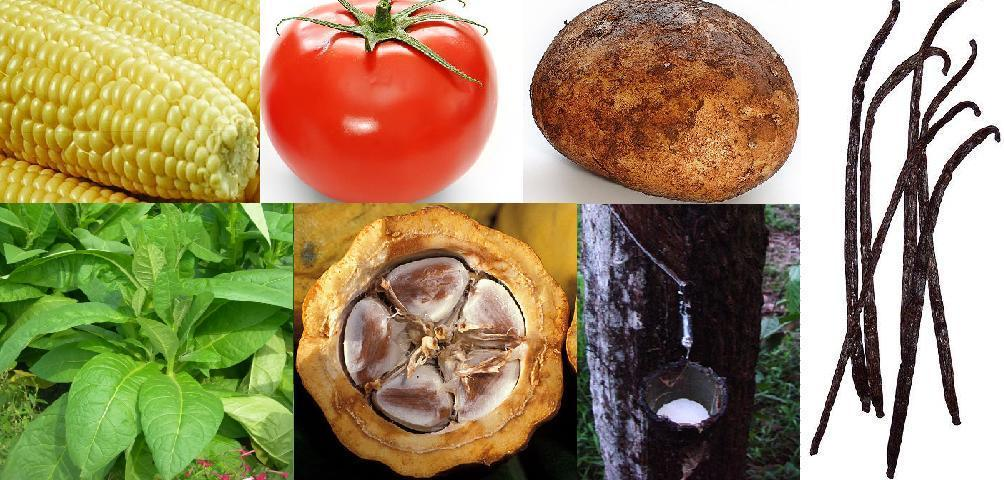
신세계 토종 작물: 옥수수, 토마토, 감자, 바닐라, 고무, 카카오, 담배

## 원시 세계화
다음 단계는 원시 세계화라고 알려져 있다. 이는 16세기와 17세기에 해양 유럽 제국의 출현으로 특징지어졌고, 처음에는 포르투갈과 스페인 제국, 나중에는 네덜란드와 대영 제국으로 특징지어진다. 17세기에, 세계화는 또한 종종 최초의 다국적 기업으로 묘사되는 영국 동인도 회사 (1600년 설립)와 네덜란드 동인도 회사 (1602년 설립)와 같은 공인 회사들이 설립되면서 사적인 사업 현상이 되었다.
발견의 시대는 유라시아와 아프리카가 신세계와 상당한 문화적, 물질적, 생물학적 교류를 한 최초의 시기로 세계화에 큰 변화를 가져왔다. 그것은 15세기 후반에 시작되었는데, 포르투갈과 카스티야라는 두 왕국이 희망봉 주변과 아메리카 대륙에 최초의 탐험 여행을 보냈고 크리스토퍼 콜럼버스가 1492년에 발견했다. 16세기 전환 직전, 포르투갈인들은 노예, 금, 향신료, 목재와 같은 지역 생산품들의 거래를 다루기 위해 아프리카에서 아시아와 브라질까지 교역소를 설립하기 시작했고, 왕가의 독점 하에 국제 비즈니스 센터를 도입했다.
전 세계적인 통합은 아메리카 대륙의 유럽 식민지화와 함께 지속되었고, 식물, 동물, 음식, 인구(노예 포함), 전염병, 동서반구 간의 문화가 광범위하게 교환되었다. 그것은 역사상 생태, 농업, 문화에 관한 가장 중요한 세계적 행사 중 하나였다. 16세기에 유럽 선원들을 통해 아메리카 대륙에서 들어온 새로운 작물들은 세계 인구 증가에 크게 기여했다.

## 현대 세계화
19세기에는 세계화의 도래가 그것의 현대적 형태에 가까워지는 것을 목격할 수 있다. 산업화를 통해 규모의 경제를 이용하여 값싼 가계 품목을 생산할 수 있었고, 급속한 인구 증가로 생필품에 대한 지속적인 수요가 창출되었다. 이 시기의 세계화는 19세기 제국주의에 의해 결정적으로 형성되었다. 중국을 개방한 1, 2차 아편전쟁과 영국의 인도 정복이 끝난 뒤 이들 지역의 방대한 인구가 유럽 수출의 소비자가 됐다. 사하라 이남 아프리카와 태평양 섬 지역이 세계 체제에 편입된 것은 이 시기였다. 한편, 유럽인들의 지구 일부, 특히 사하라 이남 아프리카 정복은 고무, 다이아몬드, 석탄과 같은 귀중한 천연 자원을 산출했고 유럽 제국주의 세력과 식민지 그리고 미국 사이의 무역과 투자를 촉진했다.
런던의 주민은 전화로 주문하고, 아침 차를 마시면서, 온 세상의 다양한 산물을 마실 수 있었고, 문앞에서 그들의 빠른 배달을 합리적으로 기대할 수 있었다. 인종과 문화적 경쟁의 군국주의와 제국주의는 그의 일간지가 재미있어 하는 것에 지나지 않았다. 1914년 8월에 끝난 그 나이는 인간의 경제 발전에 있어서 얼마나 놀라운 일화이다.

1492년부터 현재까지 식민지 제국의 발전을 보여주는 애니메이션 지도

19번째 세계화와 20번째 세계화 사이에는 상당한 차이가 있다. 차이를 확인할 수 있는 두 가지 주요 포인트가 있다. 한 가지 요점은 자본, 투자, 경제뿐 아니라 이 세기의 세계 무역이다.

### 국제 무역
20세기의 국제 무역은 상인 생산에서 더 높은 무역 비중, 서비스 무역의 성장, 다국적 기업들의 생산과 무역의 증가를 보여준다. 20세기의 상품 생산은 19세기의 수준에 비해 크게 감소했다. 하지만, 상품 거래를 위해 생산된 상품들의 양은 증가했다. 19세기에 비해서 서비스 무역도 20세기에 더 중요해졌다. 20세기 글로벌 무역과 비교해 19세기 글로벌 무역을 차별화하는 마지막 포인트는 다국적 협력의 범위다. 20세기에는 19세기에 비해 다국적 협력의 양자 도약을 볼 수 있다. 20세기가 시작되기 전에는 포트폴리오에 대한 투자만 있었을 뿐 무역 관련 또는 생산 관련 직접 투자는 없었다.
상업적인 통합은 지난 세기 이후로 향상되었고, 무역을 억제하는 장벽은 낮아졌으며 운송 비용은 감소하였다. 관세 및 무역에 관한 일반 협정, 북미자유무역협정, 유럽연합(EU)은 회원국들과 세계무역기구 사이의 관세 철폐에 크게 관여하고 있다. 1890년부터 제1차 세계 대전까지 무역의 불안정성이 문제였지만, 전후에는 대부분 안정으로 이어지는 경제적 팽창이 있었다. 국가들은 자국의 제품을 관리해야 하였다. 그들은 외국 상품들이 그들의 국내 상품들을 질식시켜 실업과 어쩌면 사회 불안정을 야기시키지 않도록 해야 한다. 기술적 변화로 운송 비용이 낮아졌다. 19세기에는 몇 주 또는 몇 달이 걸리던 것이 오늘날 대륙 간에 상품을 운송하는 데 단 몇 시간이 걸린다.
금융위기를 고려했을 때 한가지 중요한 차이점은 통화체제이다. 19세기에 그것은 금본위제의 고정환율 하에서 일어났다. 하지만 20세기에 그것은 관리 유연성의 정권에서 일어났다. 더욱이, 19세기에는 효과적인 최후의 수단 대부업체를 개발했지만, 주변국에서는 그렇지 않았고, 그 결과를 겪은 국가들도 마찬가지였다. 100년 후 대부분의 신흥국에는 국내 안전망이 있어서 은행 공황은 정부에 의해 파산한 은행 시스템의 부채가 인수되는 상황으로 바뀌었다. 금융위기로부터의 회복은 또 다른 중요한 차이점이다. 그것은 100년 전의 전형적인 위기 사건보다 최근 시기에 더 일찍 시작되는 경향이 있다. 19세기에는 신흥국들이 이용할 수 있는 국제 구조 패키지가 없었다. 그러나 최근 이러한 구조작업은 전 세계 금융계의 전형적인 구성 요소였다.
흐름 정보는 19세기에 중요한 단점이었다. 대서양 횡단 케이블과 라디오 전화 이전에는 정보가 한 곳에서 다른 곳으로 이동하는 데 매우 오랜 시간이 걸렸다. 따라서 이것은 정보를 분석하는 것이 매우 어려웠다는 것을 의미한다. 예를 들어, 좋은 학점과 나쁜 학점을 구별하는 것은 그리 쉽지 않았다. 그러므로 정보의 비대칭성은 국제 투자에서 매우 중요한 역할을 했다. 철도채권은 좋은 본보기가 된다. 많은 수축 문제도 있었다. 해외 근무 기업들이 다른 지역에서의 사업을 관리하는 것은 매우 어려웠기 때문에 이는 분명히 투자에 큰 장벽이었다. 환율위험과 불확실한 통화정책과 같은 몇몇 거시경제적 요소들은 국제 투자에도 큰 장벽이 되었다. 미국의 회계기준은 19세기에 상대적으로 미달되었다. 영국 투자자들은 그들의 회계 관행을 새로운 신흥 시장으로 이전하는데 매우 중요한 역할을 했다.

## 제1차 세계 대전의 여파: 세계화의 붕괴
"현대 세계화"의 첫 단계는 20세기 초에 1차 세계대전과 함께 무너지기 시작했다. 유럽이 지배하는 네트워크는 점점 더 '다른 사람들'에 대한 이미지와 이야기들에 직면하게 되었고, 그래서 그들 스스로에게 세계 보편적 법과 도덕의 수호자 역할을 맡겼다. 인종차별적이고 불평등한 관행 또한 세계의 다른 지역에서 온 자료와 자원을 찾는 관행의 일부가 되었다. 1914년 제1차 세계대전이 발발하기 직전인 1850년에 세계 무역의 증가는 세계 남부에 대한 직접적인 식민지 지배 기지에 대한 인센티브였다. 다른 유럽 통화들이 꽤 많이 유통되고 있었기 때문에, 자원 기반을 소유할 필요성이 절실해졌다. 소설가 VM Yeates는 세계화의 금융력이 제1차 세계대전을 일으키는 요인으로 작용하고 있다고 비판했다. 금융력이 1차 세계대전을 일으키는 요인으로 작용한 것으로 보인다. 이것의 한 예는 20세기 동안 아프리카의 대부분에 대한 프랑스의 식민지 지배이다. 제1차 세계대전이 발발하기 전, 아프리카인들을 "잃어버린" 상태에 빠뜨린 프랑스로부터 아프리카 전쟁에 대한 구체적인 목적은 없었다. 적어도 처음에는 아프리카의 경제적 잠재력과 달리 아프리카의 군사적 잠재력이 먼저 강조되었다. 프랑스령 아프리카의 군사적 잠재력에 대한 프랑스의 관심이 받아들여지는 데는 시간이 좀 걸렸다. 프랑스 군대의 아프리카인들은 프랑스인들로부터 열등감을 느꼈다. 식민 통치에 대한 경제적 인센티브에 대해서는 1917년 프랑스가 식량 공급 위기에 직면했을 때 나왔다. 이것은 1917년 프랑스가 비료와 기계가 부족했던 이래로 농업적으로 자급자족할 능력이 없었던 전쟁이 발발한 이후에 나온 것이다.

## 제2차 세계대전 후 세계화의 부활
제2차 세계대전 이후 세계화는 부분적으로 무역을 저해하는 국경을 허물려는 정치인들의 계획의 결과이다. 그들의 업적은 브레튼 우즈 회의로 이어졌고, 이는 세계의 주요 정치인들이 국제 무역과 금융의 틀을 정하기로 합의하고 세계화의 과정을 감독하기 위한 몇몇 국제 기구를 설립하는 것이었다. 세계화는 또한 미국과 유럽에 기반을 둔 다국적 기업의 글로벌 확장과 과학, 기술 및 제품 분야의 새로운 개발의 전 세계적인 교류에 의해 추진되었으며, 브리태니카 백과사전(Encyclopaedia Britannica)에 따르면 이 시대의 가장 중요한 발명품들은 서양 세계에서 기원했다고 한다. 영화, 라디오, 텔레비전, 녹음 음악 등 새로운 대중 매체를 통해 서구 문화의 전 세계적인 수출이 이루어졌다. 국제 운송과 통신의 발전과 성장은 현대 세계화에 결정적인 역할을 했다.
이러한 기관에는 국제부흥개발은행(World Bank)과 국제통화기금(IMF)이 포함된다. 세계화는 원래 관세 및 무역에 관한 일반 협정(GATT)의 후원으로 무역과 무역 협상의 비용을 절감한 기술의 진보에 의해 촉진되었고, 이는 자유 무역에 대한 제한을 없애기 위한 일련의 합의로 이어졌다.
제2차 세계대전 이후, 국제 무역 장벽은 GATT를 통해 상당히 낮아졌다. GATT와 세계무역기구(WTO)의 기초가 되는 GATT의 결과로 수행된 특정 이니셔티브에는 다음이 포함된다.
- 자유 무역 촉진:
- 관세 철폐, 관세가 적거나 없는 자유무역지대 조성
- 특히 해상 운송을 위한 컨테이너화 개발로 운송 비용 절감
- 자본 통제 축소 또는 제거
- 지역사업자 보조금의 축소, 제거 또는 조화
- 글로벌 기업 보조금 조성
- 대부분의 국가에서 지적 재산권 법률의 일치, 더 많은 제약이 있음
- 지적 재산권 제한에 대한 초국가적 인정(예: 중국이 부여한 특허는 미국에서 인정됨)

서구 문화 산업의 세계 마케팅과 커뮤니케이션 기술에 의해 추진된 문화 세계화는 처음에는 전통적인 다양성을 희생시키면서 미국 문화의 글로벌 지배로서 균질화의 과정으로 이해되었다. 하지만 세계화에 반발하고 지역 고유성, 개성, 정체성 수호에 새로운 동력을 불어넣는 움직임이 나타나면서 대조적인 흐름이 뚜렷해졌다.
우루과이 라운드(1986~1994년)는 무역 분쟁을 중재하고 균일한 교역 플랫폼을 구축하기 위해 WTO를 창설하는 조약으로 이어졌다. 유럽의 마스트리흐트 조약과 북미자유무역협정(NAFTA)을 포함한 다른 양자간 및 다자간 무역협정 또한 관세 인하와 무역 장벽 완화를 목표로 체결되었다.
세계 수출은 1970년 8.5%에서 2001년 세계 총생산의 16.2%로 증가했다.
1990년대에 저비용 통신망의 성장은 컴퓨터를 이용하여 행해진 작업을 많은 직업의 저임금 장소로 옮길 수 있게 해주었다. 여기에는 회계, 소프트웨어 개발 및 엔지니어링 설계가 포함되었다.
2000년대 후반, 산업화된 세계의 많은 부분이 심각한 불황에 빠졌다. 일부 분석가들은 세계가 수년 간의 경제 통합 강화 이후 탈세계화 시기를 겪고 있다고 말한다. 중국은 최근 독일을 제치고 세계 최대 수출국이 되었다.

## 같이 보기
- 자본주의의 역사
- 세계의 역사
- 군사 세계화
- 국제 관계 (1989년 이후)

## 참고
- 자본주의의 역사
- 세계의 역사
- 군사 세계화
- 1989년 이후 국제 관계